# Psyttalia lounsburyi
Psyttalia lounsburyi är en stekelart som först beskrevs av Filippo Silvestri 1913.  Psyttalia lounsburyi ingår i släktet Psyttalia och familjen bracksteklar. Inga underarter finns listade i Catalogue of Life.